# Florentino García Martínez
Florentino García Martínez (Mochales, 1942) is een Spaans godsdienstwetenschapper, die zich bezighoudt met de godsdienst en literatuur van het vroege Jodendom, met name met betrekking tot Qumran en de Dode Zee-rollen en de Joodse apocalyptiek. Zijn Spaanse en Engelse vertaling van de Dode Zee-rollen was wereldwijd de eerste wetenschappelijke uitgave die alle teksten van de Dode Zee-rollen bevatte. Voor zijn emeritaat in april 2008 was hij als hoogleraar verbonden aan de Rijksuniversiteit Groningen en de Katholieke Universiteit Leuven. Van 1992 tot 2008 was hij directeur van het met de Rijksuniversiteit Groningen verbonden Qumran Instituut.

## Loopbaan
García Martínez studeerde theologie aan de universiteit van Comillas in Spanje, waarna hij priester werd. Doordat hij echter in conflict kwam met het regime van Franco zag hij zich gedwongen Spanje te verlaten. Hij besloot daarop door te studeren in de theologie aan het Pauselijk Bijbelinstituut in Rome. Hier kwam hij in 1969 voor het eerst in aanraking met de Dode Zee-rollen en aanverwante literatuur. Zijn studie van de Vroeg Joodse literatuur bracht hem naar Jeruzalem, waar hij na een korte periode aan de Hebreeuwse Universiteit terechtkwam bij de École Biblique, die betrokken was bij de publicatie van de Dode Zee-rollen (1975). Hier besloot García Martínez de rest van zijn wetenschappelijke carrière te wijden aan het Qumranonderzoek.
In 1980 kreeg García Martínez een aanstelling als wetenschappelijk medewerker aan de Rijksuniversiteit Groningen, waar hij later benoemd werd tot hoogleraar Godsdienst en literatuur van het vroege Jodendom. Hij werkte nauw samen met A.S. van der Woude, die in 1961 het Qumrân-Instituut had opgericht. Samen wisten Van der Woude en García Martínez het instituut uit te bouwen tot een van de wereldwijd toonaangevende wetenschappelijke instituten op het gebied van het Qumranonderzoek. Toen Van der Woude in 1992 met emeritaat ging, volgde García Martínez hem op als directeur van het instituut. García Martínez is buitenlands lid van de KNAW, afdeling letterkunde. In 2002 werd hij benoemd tot hoogleraar Literatuur van het vroege Jodendom aan de Katholieke Universiteit Leuven, maar hij bleef tegelijkertijd parttime verbonden aan de Rijksuniversiteit Groningen. Bij zijn emeritaat in april 2008 werd hij onderscheiden als Ridder in de Orde van de Nederlandse Leeuw.

## Publicaties
García Martínez is verbonden aan de tijdschriften Journal for the Study of Judaism (hoofdredacteur) en Revue de Qumrân en aan de boekreeksen Studies on the Texts of the Desert of Judah (hoofdredacteur) en Supplements to the Journal for the Study of Judaism. Deze uitgaven worden inhoudelijk verzorgd door het Qumrân-Instituut in Groningen.
García Martínez heeft een grote hoeveelheid wetenschappelijke publicaties op zijn naam staan, waaronder
- F. García Martínez, Textos de Qumrán. Madrid: Editorial Trotta SA, 1992.
- F. García Martínez, J. Trebolle Barrera, The People of the Dead Sea Scrolls. Their Writings, Beliefs and Practices. Leiden: Brill, 1995. (aanvankelijk in het Spaans gepubliceerd onder de titel Los Hombros de Qumrán, 1993)
- F. García Martínez, The Dead Sea Scrolls Translated. The Qumran Texts in English, Leiden: Brill / Grand Rapids: Eerdmans, 11994, 21996.
- F. García Martínez, E.J.C. Tigchelaar, The Dead Sea Scrolls Study Edition, Leiden: Brill / Grand Rapids: Eerdmans, 11997-1998, 22000, 2 vols.
- F. García Martínez, E.J.C. Tigchelaar; A.S. van der Woude, 11Q2–18, 11Q20–31, DJD XXIII: Qumran Cave 11.II. Oxford: Clarendon, 1998.
- F. García Martínez, Qumranica minora I: Qumran Origins and Apocalypticism, Leiden: Brill, 2007.
- F. García Martínez, Qumranica minora II: Thematic Studies on the Dead Sea Scrolls, Leiden: Brill 2007.
- F. García Martínez, A.S. van der Woude, M. Popovic, De rollen van de Dode Zee, Kampen: Ten Have, 2007.
- F. García Martínez, M. Popović (ed), Defining Identities: We, You, and the Other in the Dead Sea Scrolls: Proceedings of the Fifth Meeting of the IOQS in Groningen. Leiden: Brill, 2008.